# Hans-Peter Glanzer
Hans-Peter Glanzer (* 17. August 1960 in Innsbruck) ist ein österreichischer Diplomat. Seit 2021 ist er der österreichische Botschafter in Vietnam. Er war von 2004 bis 2008 der österreichische Botschafter in Kolumbien, von 2008 bis 2012 Botschafter in Brasilien und von 2017 bis 2021 Missionschef der österreichischen Botschaft in Syrien.

## Leben
Hans-Peter Glanzer wurde 1983 an der Fakultät für Rechtswissenschaften der Universität Innsbruck promoviert. Von 1984 bis 1986 besuchte er die Diplomatische Akademie Wien.

## Diplomatischer Werdegang
Von 1989 bis 1993 arbeitete er im österreichischen Bundesministerium für auswärtige Angelegenheiten (BMeiA), danach bis 1996 als zweiter Botschaftssekretär an der österreichischen Botschaft in Prag. Seinen nächsten Einsatz hatte er in der ständigen Vertretung Österreichs bei den Vereinten Nationen in New York, dort vor allem im Wirtschafts- und Sozialrat der Vereinten Nationen (ECOSOC). Von 1999 bis 2004 arbeitete er bei der OSZE-Abteilung des österreichischen Außenministeriums (BMeiA).
Seine erste Akkreditierung als Botschafter hatte Hans-Peter Glanzer von 2004 bis 2008 als österreichischer Botschafter in Bogotá, Kolumbien, mit darüber hinausgehender Zuständigkeit für Ecuador und Panama. Von November 2008 bis August 2012 war er Botschafter in Brasília, mit darüber hinausgehender Zuständigkeit für Suriname. Danach kehrte er in das Außenministerium zurück als Abteilungsleiter der Abteilung für humanitäre Hilfe. Von November 2017 bis 2021 war er als Nachfolger von Isabel Rauscher Missionschef an der österreichischen Botschaft in Damaskus. Seit 2021 ist er als Nachfolger von Thomas Schuller-Götzburg der österreichische Botschafter in Hanoi.

## Auszeichnungen
- 2002: Goldenes Ehrenzeichen für Verdienste um die Republik Österreich[4]